# Guðjón Baldvinsson
Guðjón Baldvinsson, né le 15 février 1986 à Garðabær,  est un footballeur international islandais. Il évolue au poste d'attaquant.

## Palmarès
- KR Reykjavik
  - Champion d'Islande en 2011
  - Vainqueur de la Coupe d'Islande en 2008 et 2011
  - Vainqueur de la Coupe de la Ligue islandaise en 2010

## Statistiques
| Saison | Club              | Pays        | Championnat         | Coupes nationales | Coupes d'Europe        | Islande  |
| ------ | ----------------- | ----------- | ------------------- | ----------------- | ---------------------- | -------- |
| 2003   | Stjarnan Garðabær | 1. deild    | 11 matchs / 1 but   | ?                 | -                      | -        |
| 2004   | Stjarnan Garðabær | 1. deild    | 6 matchs / 2 buts   | ?                 | -                      | -        |
| 2005   | Stjarnan Garðabær | 1. deild    | 17 matchs / 14 buts | ?                 | -                      | -        |
| 2006   | Stjarnan Garðabær | 1. deild    | 16 matchs / 7 buts  | ?                 | -                      | -        |
| 2007   | Stjarnan Garðabær | 1. deild    | 16 matchs / 12 buts | ?                 | -                      | -        |
| 2008   | KR Reykjavik      | Úrvalsdeild | 21 matchs / 9 buts  | ?                 | -                      | -        |
| 2009   | Göteborg AIS      | Allsvenskan | 5 matchs            | ?                 | -                      | 1 match  |
| 2010   | KR Reykjavik      | Úrvalsdeild | 13 matchs / 10 buts | ?                 | 2 matchs (C3)          | -        |
| 2011   | KR Reykjavik      | Úrvalsdeild | 20 matchs / 8 buts  | ?                 | 6 matchs / 3 buts (C3) | -        |
| 2012   | Halmstads BK      | Superettan  | 29 matchs / 16 buts | 2 matchs / 1 but  | -                      | 1 match  |
| 2013   | Halmstads BK      | Allsvenskan | 29 matchs / 5 buts  | 6 matchs / 2 buts | -                      | -        |
| 2014   | Halmstads BK      | Allsvenskan | 23 matchs / 4 buts  | 4 matchs / 1 but  | -                      | 2 matchs |
| 2015   | FC Nordsjælland   | Superligaen | 13 matchs / 1 but   | -                 | -                      | -        |
| 2016   | Stjarnan Garðabær | Úrvalsdeild | 5 matchs / 0 but    | -                 | -                      | -        |
| 2017   | Stjarnan Garðabær | Úrvalsdeild | -                   | -                 | -                      | -        |

Dernière mise à jour le 15 avril 2017